# Nyctibatrachus vasanthi
Nyctibatrachus vasanthi är en groddjursart som beskrevs av Masagoundanur Sengodan Ravichandran 1997. Nyctibatrachus vasanthi ingår i släktet Nyctibatrachus och familjen Nyctibatrachidae. IUCN kategoriserar arten globalt som starkt hotad. Inga underarter finns listade i Catalogue of Life.